# Castro Daire (freguesia)
Castro Daire is een plaats (freguesia) in de Portugese gemeente Castro Daire en telt 4 578 inwoners (2001).